# Lauren Bessette
Lauren Gail Bessette (5 de noviembre de 1964-16 de julio de 1999) fue una ejecutiva de Morgan Stanley y hermana de Carolyn Bessette, esposa de John F. Kennedy Jr. Murió junto al matrimonio en un accidente de aviación frente a la costa de Martha's Vineyard en julio de 1999.

## Biografía
Nacida el 5 de noviembre de 1964 en White Plains, Nueva York, Lauren era hija de William J. Bessette, ebanista, y Ann Messina, administrativa en el servicio público educativo de la ciudad de Nueva York. Lauren tenía una hermana gemela, Lisa, y una hermana menor, Carolyn. Sus padres se divorciaron siendo ella muy joven, casándose su madre posteriormente con Richard Freeman, un reputado cirujano ortopédico, y mudándose a Old Greenwich, Connecticut, mientras que su padre permaneció en White Plains.
Lauren asistió a la St. Mary's High School, en Greenwich, donde según la revista Town and Country se unió a un grupo femenino de servicios comunitarios, las Signettes, graduándose en 1982. Posteriormente se especializó en economía y estudió mandarín en el William Smith College, donde actualmente un programa de lenguas y culturas asiáticas lleva su nombre. Su consejero en la facultad, Patrick McGuire, la describió como una joven «brillante, elocuente y segura de sí misma» en un artículo en The New York Times. Al poco tiempo inició una exitosa carrera en el sector financiero como analista en Morgan Stanley, compañía que le concedió la oportunidad de obtener un MBA en la prestigiosa Escuela Wharton de Negocios de la Universidad de Pensilvania y de vivir en Hong Kong durante cuatro años, trabajando para la filial del banco impulsando acuerdos en el mercado asiático.
Durante su estancia en Hong Kong realizó viajes frecuentes a Shanghái, aprovechando los fines de semana para practicar buceo o alquilar un junco con sus amistades en Filipinas. Además, Lauren participó en un acuerdo para hacer pública la aerolínea China Eastern Airlines. Según declaraciones de uno de sus compañeros de trabajo: «Hablaba mandarín fluido, así que allí estaba esta mujer joven, muy atractiva y estilosa, con la mitad de años que todos los ejecutivos de estas compañías chinas que no hablaban inglés. Su habilidad para llevar el mando de la sala y conseguir que las cosas se hicieran era simplemente increíble». Gracias a su desempeño Lauren ascendió rápidamente a vicepresidenta.
En 1998 se trasladó a la oficina de Manhattan situada en el número 1585 de Broadway, donde vivió en un lujoso loft en White Street, Tribeca, por el que pagó cerca de un millón de dólares. Allí reforzó su relación con su hermana Carolyn y el esposo de esta, John F. Kennedy Jr., con quienes solía quedar para tomar el brunch los fines de semana. Según la revista Town and Country, Lauren solía cenar en los restaurantes de East Village, asistir al ballet, a la ópera y a las actuaciones de la Academia de Música de Brooklyn. Así mismo, corrió el rumor de que mantenía una relación sentimental con el activista Bobby Shriver, primo de John.
Lauren murió el 16 de julio de 1999 junto con su hermana Carolyn y su cuñado John cuando el avión ligero que este pilotaba, un Piper Saratoga, se estrelló en el Océano Atlántico, frente a la costa oeste de Martha's Vineyard. Carolyn y John se habían ofrecido a llevar a Lauren hasta allí en su pequeño avión privado para después continuar rumbo a Cape Cod, donde la pareja tenía previsto asistir a la boda de Rory Kennedy, prima de John. Al terminar su jornada laboral, Lauren acudió a la sede de la revista de John, George, y junto con su cuñado se dirigió en coche al aeropuerto de Nueva Jersey, donde se reunieron con Carolyn.
Tras varios días de búsqueda, la noche del 20 de julio el buque de salvamento USNS Grasp identificó el fuselaje del avión, el cual fue hallado a 37 metros de profundidad. La tarde del 21 de julio se procedió al recate de los ocupantes, estando los cadáveres de John, Carolyn y Lauren sentados en sus asientos y con los cinturones de seguridad todavía abrochados. Los cuerpos, una vez recuperados del fondo del océano por buzos de la marina, fueron llevados a la oficina del forense del condado, donde las autopsias revelaron que las víctimas habían muerto a consecuencia del impacto. Del mismo modo, los exámenes toxicológicos practicados a los cadáveres dieron negativo en alcohol y drogas. Al mismo tiempo, las familias de Kennedy y Bessette anunciaron la celebración de servicios fúnebres.
En las últimas horas del 21 de julio, los tres cuerpos fueron transportados desde Hyannis hasta Duxbury, en Massachusetts, donde fueron cremados en el Mayflower Cemetery crematorium, siendo las cenizas esparcidas sobre la costa de Martha's Vineyard desde el barco de la marina USS Briscoe la mañana del 22 de julio.